# 東京油そば
東京油そば（とうきょうあぶらそば）は、麺料理をはじめとする油そばの一種。東京都杉並区を発祥とする東京のストリートフードである。

## 概要
醤油をベースとしたカエシに自家製のラードを麺に絡めて食べる。具材には輪切りネギ、バラナン（豚バラ軟骨）叉焼、サイコロメンマ（極太メンマを正方形の型取りをしたメンマ）、韓国のり、ナマタマ（生卵）が載っているものが東京油そばとされる。 上記のメニューに卓上にある調味料を自由に混ぜて自分だけの味をカスタマイズして食べるのが特徴である。卓上には胡椒やマヨネーズの他にタイの食卓や店に置いてある調味料セットのクルワンプルーンが置いてあり、その中には自家製の辣油、赤いの（特製調味料）、酢、合法馬告大蒜（台湾の原住民タイヤル族が古来から使う香辛料とニンニク）が置いてある。キャベツショーガもある。

## 歴史
2019年(令和元年)に創業した三鷹市のハーモニカ横丁ミタカに拠点を置き、店舗を持たない架空の居酒屋である提灯東京が、油そばをルーツに酒の〆に合うという事で、2022年（令和4年）に吉祥寺のコピス吉祥寺で開催されるLes Kichijoji Foodies（LKF）に出店する際に、某有名ラーメン店のNY店立上げや、ミシュラン掲載のラーメン店での経歴を持つ徳永庄吾をプロデューサーに迎え、杉並区の南阿佐ヶ谷にあるとあるマンションの一室にて創作された。創作の意図としては油そばの歴史は武蔵野市である事から作品に敬意を示し、ラーメンのイベントであるが、油そばの聖地、武蔵野市にて初めて東京油そばが販売される経緯となった。

## 特徴

### 麺
麺は国産小麦を使用、油そばに比べて麺が細く中太麺である。コシが強く、モチっとした中太麺が特徴。元祖の提灯東京では熊本上益城郡益城町の富貴製麺研究所の14番角の中太麺、国産である小麦、キタノカオリ、もち姫、キタノカオリ全粒粉を使用。

### タレ
東京都あきる野市にある近藤醸造のキッコーゴ醤油をメインに使用した特製タレを使う。

### 油
東京Xという豚肉銘柄のラードを原産に主に使用。数種類の配合で成り立っている。

### 水
水は東京水の電解水素水を使用。舌触りがなめらかなタッチとなっている。

### 具材
サイコロメンマ（極太メンマを正方形にしたもの）、輪切りネギ、韓国海苔、バラナン叉焼（豚バラ軟骨の叉焼）、ナルト、ナマタマ（生卵）などが基本である。

### 湯切り
麺を茹でる際油そばと同様にクラシックな「テボ」を使う。湯を切る際に麺に圧力をかける事なく水平に湯が滴り、完全に切れる寸前を待つので絶妙な湯切り加減が最も困難とされる。

### 卓上調味料
タイの食卓にある卓上調味料のクルワンプルーン（เครื่องปรุง）に独自の調味料が置かれている。 辣油は油そばに合うようごま油をベースにした自家製。酢は東京の西部あきる野市にある近藤醸造のキッコーゴ酢を使用。変わり種である「赤いの」は唐辛子や味噌を使用した特製調味料である。合法馬告大蒜は台湾の原住民タイヤル族が古来から使う香辛料と国産ニンニクを混ぜた調味料。キャベツショーガは自家製ラードで和えた紅しょうがとキャベツの歯ごたえのある箸休めである。他には黒胡椒とマヨネーズ、キッコーゴ酢醤油が置いてある。締めの割スープもある。

### ライス
油そばと共に食べても、後入れで混ぜたタレに入れてもこちらも食べ方は多種多様である。特製のミニバラナン丼は豚バラ軟骨叉焼に赤いのとからしを添えて、ネギ坊主と言われる生姜、ニンニク、ネギを混ぜた特製薬味とキッコーゴの酢醤油をかけて混ぜて食べる。こちらも食べ終わった東京油そばのタレに混ぜて食べる案内を出している。